# Narnaul
Narnaul (Hindi नारनौल Nārnaul) ist eine Stadt (Municipal Council) im indischen Bundesstaat Haryana.
Narnaul liegt 125 km westsüdwestlich der Bundeshauptstadt Neu-Delhi auf einer Höhe von 311 m. Die Stadt ist Verwaltungssitz des Distrikts Mahendragarh.
Narnaul hatte beim Zensus 2011 74.581 Einwohner. 97 % der Bevölkerung sind Hindus. Das Stadtgebiet ist in 23 Wards gegliedert.